# Dyspetes rufus
Dyspetes rufus är en stekelart som först beskrevs av Léon Abel Provancher 1874.  Dyspetes rufus ingår i släktet Dyspetes och familjen brokparasitsteklar. Inga underarter finns listade i Catalogue of Life.